# Khloe Kay
Khloe Kay (Las Vegas, Nevada; 4 de octubre de 1995) es una actriz pornográfica y modelo erótica transexual estadounidense.

## Biografía
Es natural del estado de Nevada, donde nació en octubre de 1995. Sin conocerse muchos datos acerca de su vida anterior a sus inicios como actriz, hizo su debut oficial en la industria del cine para adultos en el verano de 2018, cuando contaba 23 años, habiendo grabado sus primeras escenas para el portal Pure TS con el actor y director Christian XXX.
Como actriz ha trabajado con productoras del sector como Evil Angel, Trans Angels, Gender X, Trans500, Devil's Film, Transsensual, TransErotica, Adult Time, Grooby Productions, Pulse Distribution, Mile High o Kink.com, entre otras.
En 2019, en colaboración con el hosting proporcionado por TransErotica lanzó su sitio web oficial. La propia empresa la nombraría Babe of the Month en mayo de ese año.
Tanto en 2019 como en 2020 estuvo nominada en los Premios AVN y los XBIZ en la categoría de Artista transexual del año. Ha recibido otras nominaciones destacadas en los AVN como la de 2019 a la Mejor escena de sexo transexual por Transsexual Girlfriend Experience 7 o en 2020 a la Mejor escena de sexo con transexual por Transsexual Mashup 3.
Ha grabado más de 230 películas.
Trabajos suyos son American TGirl Sex, Hot For Transsexuals 10, Menage A Trans 5, My Trans Crush 2, Some TS Like It Hot, TNT, Trannylicious 2, Trans Superstar Khloe Kay, Transfixed 6, Transsexual Fitness o TS Life 2.

## Premios y nominaciones
| Año  | Ceremonia                  | Resultado | Premio                                   | Trabajo                             |
| ---- | -------------------------- | --------- | ---------------------------------------- | ----------------------------------- |
| 2019 | Nightmoves                 | Nominada  | Mejor artista transexual                 | —                                   |
| 2019 | Premios AVN                | Nominada  | Artista transexual del año               | —                                   |
| 2019 | Premios AVN                | Nominada  | Mejor escena de sexo transexual          | Transsexual Girlfriend Experience 7 |
| 2019 | Premios XBIZ               | Nominada  | Artista transexual del año               | —                                   |
| 2019 | Premios XRCO               | Nominada  | Artista transexual del año               | —                                   |
| 2019 | Transgender Erotica Awards | Nominada  | Mejor artista hardcore                   | —                                   |
| 2019 | Transgender Erotica Awards | Ganadora  | Mejor nueva cara                         | —                                   |
| 2020 | Premios AVN                | Nominada  | Artista transexual del año               | —                                   |
| 2020 | Premios AVN                | Nominada  | Mejor escena de sexo con transexual      | Transsexual Mashup 3                |
| 2020 | Premios AVN                | Nominada  | Premio fan: Mejor artista transexual     | —                                   |
| 2020 | Premios XBIZ               | Nominada  | Artista transexual del año               | —                                   |
| 2020 | Transgender Erotica Awards | Nominada  | Mejor artista hardcore                   | —                                   |
| 2020 | Transgender Erotica Awards | Nominada  | Mejor escena chico/chica                 | Hot For Transsexuals 8              |
| 2020 | Transgender Erotica Awards | Nominada  | Mejor escena chico/chica                 | TransNasty                          |
| 2020 | Transgender Erotica Awards | Ganadora  | Mejor escena chica/chica                 | Aspen Brooks and Khloe Kay          |
| 2020 | Transgender Erotica Awards | Nominada  | Mejor escena chica/chica                 | Physical                            |
| 2020 | Transgender Erotica Awards | Nominada  | Mejor modelo solo                        | —                                   |
| 2020 | Transgender Erotica Awards | Ganadora  | Modelo del año                           | —                                   |
| 2021 | Premios AVN                | Nominada  | Artista transexual del año               | —                                   |
| 2021 | Premios AVN                | Ganadora  | Mejor escena de sexo con transexual      | The TS Life 2                       |
| 2021 | Premios AVN                | Ganadora  | Mejor escena de sexo transexual en grupo | Transfixed 6                        |
| 2021 | Premios AVN                | Nominada  | Mejor escena de sexo transexual en grupo | Trans Superstar Khloe Kay           |
| 2021 | Premios XBIZ               | Nominada  | Artista transexual del año               | —                                   |
| 2021 | Premios XBIZ               | Nominada  | Mejor escena de sexo transexual          | Trans Superstar: Khloe Kay          |
| 2021 | Premios XBIZ               | Nominada  | Mejor escena de sexo transexual          | Transfixed 6                        |
| 2022 | Premios AVN                | Nominada  | Mejor escena de sexo transexual en grupo | Take a Ride on the Trans Train 2    |
| 2022 | Premios XBIZ               | Nominada  | Artista transexual del año               | —                                   |
| 2023 | Premios AVN                | Nominada  | Artista transexual del año               | —                                   |
| 2023 | Premios AVN                | Nominada  | Mejor escena de sexo con transexual      | Muses: Khloe Kay                    |
| 2023 | Premios AVN                | Ganadora  | Mejor escena de sexo transexual en grupo | The Cum Sauna                       |
| 2023 | Premios AVN                | Nominada  | Mejor escena de sexo transexual en grupo | The Physical: Nurses Retreat        |
| 2023 | Premios XBIZ               | Nominada  | Artista transexual del año               | —                                   |
| 2023 | Premios XBIZ               | Nominada  | Mejor escena de sexo transexual          | Muses: Khloe Kay                    |
| 2025 | Premios AVN                | Nominada  | Mejor escena de sexo con transexual      | Sorority Sitters Part 2             |
| 2025 | Premios AVN                | Nominada  | Mejor escena de sexo transexual en grupo | D.O.L.L.S                           |
| 2025 | Premios AVN                | Ganadora  | Mejor escena de sexo transexual en grupo | Gorgons & Goddesses                 |
| 2025 | Premios XMA                | Nominada  | Mejor escena de sexo en película comedia | D.O.L.L.S                           |
| 2025 | Premios XMA                | Ganadora  | Mejor escena de sexo transexual          | Gorgons and Goddesses               |